# 基洛夫斯克 (白俄羅斯)
基洛夫斯克是白俄羅斯的城市，距離首府莫吉廖夫87公里，由莫吉廖夫州負責管轄，海拔高度136米，2006年人口8,600。第二次世界大戰期間，納粹德國在1941年7月至1944年6月26日佔領該市。